# Bass Masters Classic
Bass Masters Classic è un videogioco di pesca del 1996 per il Super Nintendo Entertainment System e il Sega Mega Drive, pubblicato da Black Pearl, una divisione della THQ.
Nello stesso anno Black Pearl pubblicò una versione aggiornata per le stesse piattaforme, Bass Masters Classic: Pro Edition, che presenta compagnie reali nell'ambito della pesca: Ranger Boats, Evinrude Outboard Motors ed è possibile affrontare pescatori amatoriali oppure professionisti quali Tom Mann Jr. e Hank Parker.
Bass Masters Classic è stato anche convertito per Game Boy Color nel 1999, mentre nel 1998 uscì Bass Masters Classic: Tournament Edition per Windows.

## Modalità di gioco
La prima fase di ogni partita è l'acquisto degli strumenti per la pesca - alcuni sono facoltativi - per poi passare al pond o alla pesca nel primo torneo. Ci sono più località da sbloccare ma tecnicamente il gioco è lo stesso in ogni nalo. Si guida il proprio motoscafo sin la zona in cui si pensa ci siano più pesci, lo schermo cambia inquadratura e da una visuale aerea passa ad una subacquea e lo scopo del giocatore, dopo il cambio di visuale, è addurre più pesci possibili con la propria esca.
Non è necessario conoscere le basi della pesca e alcune strategie aiutano l'andamento della partita, come combinare al meglio le canne ideali, le esche migliori per una certa specie e pescare solo la razza richiesta da un torneo viene frequentemente ricordato.